# Nuit noire, étoiles mortes
Nuit noire, étoiles mortes (titre original : Full Dark, No Stars) est un recueil de quatre romans courts totalement inédits de Stephen King. Il est paru le 9 novembre 2010 aux États-Unis et en France le 1er mars 2012.
L'édition de poche américaine parue le 24 mai 2011 contient une cinquième nouvelle intitulée Under the Weather. Les éditions Le Livre de poche font de même avec la publication au format poche de l'ouvrage le 21 mai 2014, traduisant la nouvelle sous le titre À la dure.

## Contenu
- 1922, 2012 ((en) 1922, 2010)
- Grand Chauffeur, 2012 ((en) Big Driver, 2010)
- Extension claire, 2012 ((en) Fair Extension, 2010)
- Bon Ménage, 2012 ((en) A Good Marriage, 2010)

L'édition de poche contient une cinquième nouvelle : 
- À la dure, 2014 ((en) Under the Weather, 2011)

## Résumés

### 1922
En 1922, Wilfred Leland James, fermier dans le Nebraska, tente par tous les moyens de convaincre sa femme Arlette de ne pas vendre son lopin de terre à un abattoir industriel. Arlette, déterminée à s'installer à Omaha, ne veut rien entendre malgré l'intervention de son fils Henry. Wilfred commet alors l'irréparable et assassine sa femme avec la complicité récalcitrante de son fils. Si le meurtre et la dissimulation du cadavre se passent sans anicroche ou presque, Wilfred ne parviendra pas à sauver sa ferme et ce qu'il reste de son foyer. Que ce soit à travers une vengeance post-mortem ou d'une culpabilité dévorante, cet acte sonnera la fin des jours prospères et heureux.

### Grand Chauffeur
Tess, écrivain modeste vivant confortablement de son activité, se rend à une séance de dédicace dans le Massachusetts. Lors de son retour par une route peu fréquentée, sa voiture se retrouve bloquée près d'une aire déserte et elle en est réduite à demander l'aide d'un chauffeur qui passait par là. Ce chauffeur est très grand, patibulaire, et ne passait pas dans une zone aussi déserte par hasard. Violée et étranglée sauvagement, Tess parvient malgré tout à survivre à l'insu de son agresseur. Une fois en sécurité, elle se rend compte que cette funeste rencontre n'était pas le fruit du hasard et est bien décidée à se venger.

### Extension claire
Atteint de cancer et maladivement jaloux de la réussite à tous les niveaux de son « meilleur » ami Tom Goodhugh, Dave Streeter fait la rencontre de George Dabiel et lui confie ses sombres pensées. Celui-ci lui indique qu'il vend des extensions : extension de crédit, d'hypothèque… et même extension de vie. Cependant, le prix à payer en retour peut être terrible. Mais le malheur des uns fait le bonheur des autres et après avoir observé le spectaculaire transfert de chance entre lui et Tom, Dave ne peut que se féliciter en son for intérieur de l'extension qu'il a contractée.

### Bon Ménage
Darcy Anderson vit en couple avec Bob depuis plus de vingt ans. Malgré quelques écueils, elle est on ne peut plus satisfaite de son mariage. Du moins jusqu'au jour où elle découvre quelques secrets de son mari, des secrets ayant un lien avec le tueur en série Beadie qui défraie la chronique depuis près de trente ans. Bob lui fait jurer de garder le secret. Mais il n'est pas le seul à pouvoir dissimuler des meurtres et il ne l'apprendra que trop tard à ses dépens.

### À la dure
Brad Franklin apprend que des exterminateurs de vermine doivent venir désinfecter l'appartement voisin. Il laisse une note à sa femme endormie et part au travail.

## Accueil et distinctions
Le recueil est resté huit semaines, avec un meilleur classement à la deuxième place, sur la New York Times Best Seller list, y apparaissant le 28 novembre 2010. Le Publishers Weekly le classe à la 10e place des meilleures ventes de fiction aux États-Unis en 2010.
Il a été accueilli favorablement par la critique. Pour Françoise Chandernagor, dans Le Point, « Stephen King réussit à marier peinture hyperréaliste et univers fantastique » avec ses « courts et formidables thrillers ». « C'est un véritable écrivain, qui dépasse le cadre traditionnel du polar ». Julien Bisson, de L'Express, estime que King « signe quatre variations imparables autour du thème de la vengeance » où il « explore la réaction d'individus lambda placés dans des situations extrêmes. Le surnaturel laisse la place à l'effroi et à la cruauté, physique ou psychologique. Mais ce n'est pas l'aspect le plus dérangeant du livre, qui surprend surtout par son absence de moralisme, son refus du trop convenu happy end ». Et Cécile Mury, de Télérama, évoque un style qui « gagne en densité ce qu'il perd en ampleur » avec ces « quatre contes cruels, dérangeants, captivants, sur la nature humaine ».
En 2011, Nuit noire, étoiles mortes a remporté le prix British Fantasy et le prix Bram-Stoker du meilleur recueil de nouvelles.

## Adaptations
- Bon Ménage est adapté en 2014 par Peter Askin sous le titre Couple modèle (A Good Marriage).
- Une adaptation de Grand Chauffeur produite par la chaîne de télévision américaine Lifetime est annoncée en juin 2014. Le téléfilm Détour mortel est réalisé par Mikael Salomon à partir d'un scénario adapté par Richard Christian Matheson[9] et est diffusé en octobre 2014.
- 1922 est adaptée pour Netflix et le film 1922 sort en octobre 2017. Cette adaptation est écrite et réalisée par Zak Hilditch, avec dans les rôles principaux Thomas Jane et Molly Parker[10].